# 赤磐郡

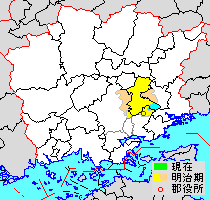
岡山県赤磐郡の位置（薄黄：後に他郡に編入された区域 水色：後に他郡から編入した区域）

赤磐郡（あかいわぐん）は、1900年から2007年まで岡山県にあった郡。

## 郡域
1900年（明治33年）に行政区画として発足した当時の郡域は、下記の区域にあたる。
- 岡山市
  - 北区の一部（旭川以東かつ建部町大田以南）
  - 東区の一部（瀬戸町菊山・瀬戸町宿奥・瀬戸町観音寺・瀬戸町笹岡・瀬戸町弓削を除く瀬戸町各町）
- 赤磐市の大部分（吉井川以東を除く）
- 和気郡和気町の一部（吉井川以西）

## 歴史
- 明治33年（1900年）4月1日 - 郡制の施行により、赤坂郡・磐梨郡の区域をもって発足。以下の町村が所属。郡役所が物理村に設置。
  - 旧・赤坂郡（15村） - 西高月村（現・岡山市、赤磐市）、東高月村（現・赤磐市）、鳥取下村、鳥取中村、西山村、鳥取上村、軽部村、笹岡村、周匝村、山方村、仁堀村（現・赤磐市）、布都美村（現・岡山市、赤磐市）、竹枝村、五城村、葛城村（現・岡山市）
  - 旧・磐梨郡（11村） - 佐伯北村（現・赤磐市）、佐伯本村、佐伯上村、石生村（現和気郡和気町）、豊田村、小野田村、可真村（現・赤磐市）、太田村、吉岡村、物理村、潟瀬村（現・岡山市）
- 明治35年（1902年）4月1日 - 東高月村・鳥取下村・鳥取中村が合併して高陽村が発足。（24村）
- 大正4年（1915年）1月1日 - 物理村が町制施行・改称して瀬戸町となる。（1町23村）
- 大正12年（1923年）4月1日 - 郡会が廃止。郡役所は存続。
- 大正15年（1926年）
  - 7月1日 - 郡役所が廃止。以降は地域区分名称となる。
  - 10月1日 - 西高月村が改称して高月村となる。
- 昭和7年（1932年）4月1日 - 太田村・吉岡村が合併して万富村が発足。（1町22村）
- 昭和17年（1942年）4月1日 - 佐伯上村・佐伯本村が合併して佐伯村が発足。（1町21村）
- 昭和26年（1951年）4月1日 - 万富村が町制施行して万富町となる。（2町20村）
- 昭和28年（1953年）
  - 3月1日（4町14村）
    - 高陽村・西山村および高月村の一部（馬屋・和田・岩田・穂崎）が合併して山陽町が発足。
    - 高月村の残部（牟佐）が岡山市に編入。
    - 鳥取上村・軽部村・笹岡村が合併して赤坂町が発足。

  - 4月1日（4町11村）
    - 石生村が和気郡藤野村・本荘町・和気町・日笠村と合併し、改めて和気郡和気町が発足、郡より離脱。
    - 五城村・葛城村が御津郡牧山村・宇垣村・金川町・宇甘東村・宇甘西村と合併して御津郡御津町が発足し、郡より離脱。

  - 12月15日（5町8村）
    - 豊田村・小野田村・可真村が和気郡熊山村の一部（勢力・千躰・奥吉原）と合併して熊山町が発足。
    - 万富町が和気郡熊山村の残部（弓削）を編入。
- 昭和29年（1954年）3月1日 - 周匝村・山方村・佐伯北村が合併して吉井町が発足。（6町5村）
- 昭和30年（1955年）
  - 2月1日（5町3村）
    - 竹枝村が御津郡上建部村・建部村と合併して御津郡建部町が発足し、郡より離脱。
    - 瀬戸町・万富町・潟瀬村が上道郡玉井村と合併し、改めて瀬戸町が発足。

  - 3月31日 - 佐伯村が和気郡山田村・塩田村と合併して和気郡佐伯町が発足し、郡より離脱。（5町2村）
- 昭和31年（1956年）9月30日（5町）
  - 仁堀村および布都美村の一部（広戸・西勢実・小鎌および石上・合田・中畑の各一部）が吉井町に編入。
  - 布都美村の残部のうち、一部（合田の残部）が赤坂町、残部（石上・中畑の各残部）が御津郡御津町に編入。
- 平成17年（2005年）3月7日 - 赤坂町・熊山町・山陽町・吉井町が合併して赤磐市が発足し、郡より離脱。（1町）
- 平成19年（2007年）1月22日 - 瀬戸町が岡山市に編入。同日赤磐郡消滅。

### 変遷表
| 明治33年4月1日 | 明治33年4月1日 | 明治33年 - 昭和25年           | 昭和26年            | 昭和27年 - 昭和28年                | 昭和29年                    | 昭和30年 - 昭和63年                 | 平成1年 - 現在                     | 現在          | 平成21年 4月 -                       |
| -------------- | -------------- | ----------------------------- | ------------------- | ---------------------------------- | --------------------------- | ----------------------------------- | ---------------------------------- | ------------- | ------------------------------------ |
| 旧赤坂郡       | 竹枝村         | 竹枝村                        | 竹枝村              | 竹枝村                             | 竹枝村                      | 昭和30年2月1日 御津郡 建部町の一部  | 平成19年1月22日 岡山市に編入       | 岡山市        | 平成21年4月1日 政令市移行 岡山市北区 |
| 旧赤坂郡       | 五城村         | 五城村                        | 五城村              | 昭和28年4月1日 御津郡 御津町の一部 | 御津郡 御津町               | 御津郡 御津町                       | 平成17年3月22日 岡山市に編入       | 岡山市        | 平成21年4月1日 政令市移行 岡山市北区 |
| 旧赤坂郡       | 葛城村         | 葛城村                        | 葛城村              | 昭和28年4月1日 御津郡 御津町の一部 | 御津郡 御津町               | 御津郡 御津町                       | 平成17年3月22日 岡山市に編入       | 岡山市        | 平成21年4月1日 政令市移行 岡山市北区 |
| 旧赤坂郡       | 西高月村       | 大正15年10月1日 改称 高月村   | 高月村              | 昭和28年3月1日 岡山市に編入        | 岡山市                      | 岡山市                              | 岡山市                             | 岡山市        | 平成21年4月1日 政令市移行 岡山市北区 |
| 旧赤坂郡       | 西高月村       | 大正15年10月1日 改称 高月村   | 高月村              | 昭和28年3月1日 山陽町              | 山陽町                      | 山陽町                              | 平成17年3月7日 赤磐市              | 赤磐市        | 赤磐市                               |
| 旧赤坂郡       | 西山村         | 西山村                        | 西山村              | 昭和28年3月1日 山陽町              | 山陽町                      | 山陽町                              | 平成17年3月7日 赤磐市              | 赤磐市        | 赤磐市                               |
| 旧赤坂郡       | 東高月村       | 明治35年4月1日 高陽村         | 高陽村              | 昭和28年3月1日 山陽町              | 山陽町                      | 山陽町                              | 平成17年3月7日 赤磐市              | 赤磐市        | 赤磐市                               |
| 旧赤坂郡       | 鳥取下村       | 明治35年4月1日 高陽村         | 高陽村              | 昭和28年3月1日 山陽町              | 山陽町                      | 山陽町                              | 平成17年3月7日 赤磐市              | 赤磐市        | 赤磐市                               |
| 旧赤坂郡       | 鳥取中村       | 明治35年4月1日 高陽村         | 高陽村              | 昭和28年3月1日 山陽町              | 山陽町                      | 山陽町                              | 平成17年3月7日 赤磐市              | 赤磐市        | 赤磐市                               |
| 旧赤坂郡       | 鳥取上村       | 鳥取上村                      | 鳥取上村            | 昭和28年3月1日 赤坂町              | 赤坂町                      | 赤坂町                              | 平成17年3月7日 赤磐市              | 赤磐市        | 赤磐市                               |
| 旧赤坂郡       | 軽部村         | 軽部村                        | 軽部村              | 昭和28年3月1日 赤坂町              | 赤坂町                      | 赤坂町                              | 平成17年3月7日 赤磐市              | 赤磐市        | 赤磐市                               |
| 旧赤坂郡       | 笹岡村         | 笹岡村                        | 笹岡村              | 昭和28年3月1日 赤坂町              | 赤坂町                      | 赤坂町                              | 平成17年3月7日 赤磐市              | 赤磐市        | 赤磐市                               |
| 旧赤坂郡       | 布都美村       | 布都美村                      | 布都美村            | 布都美村                           | 布都美村                    | 昭和31年9月30日 赤坂町に編入        | 平成17年3月7日 赤磐市              | 赤磐市        | 赤磐市                               |
| 旧赤坂郡       | 布都美村       | 布都美村                      | 布都美村            | 布都美村                           | 布都美村                    | 昭和31年9月30日 御津郡 御津町に編入 | 平成17年3月22日 岡山市に編入       | 岡山市        | 平成21年4月1日 政令市移行 岡山市北区 |
| 旧赤坂郡       | 布都美村       | 布都美村                      | 布都美村            | 布都美村                           | 布都美村                    | 昭和31年9月30日 吉井町に編入        | 平成17年3月7日 赤磐市              | 赤磐市        | 赤磐市                               |
| 旧赤坂郡       | 仁堀村         | 仁堀村                        | 仁堀村              | 仁堀村                             | 仁堀村                      | 昭和31年9月30日 吉井町に編入        | 平成17年3月7日 赤磐市              | 赤磐市        | 赤磐市                               |
| 旧赤坂郡       | 周匝村         | 周匝村                        | 周匝村              | 周匝村                             | 昭和29年3月1日 吉井町       | 吉井町                              | 平成17年3月7日 赤磐市              | 赤磐市        | 赤磐市                               |
| 旧赤坂郡       | 山方村         | 山方村                        | 山方村              | 山方村                             | 昭和29年3月1日 吉井町       | 吉井町                              | 平成17年3月7日 赤磐市              | 赤磐市        | 赤磐市                               |
| 旧磐梨郡       | 佐伯北村       | 佐伯北村                      | 佐伯北村            | 佐伯北村                           | 昭和29年3月1日 吉井町       | 吉井町                              | 平成17年3月7日 赤磐市              | 赤磐市        | 赤磐市                               |
| 旧磐梨郡       | 豊田村         | 豊田村                        | 豊田村              | 昭和28年12月15日 熊山町            | 熊山町                      | 熊山町                              | 平成17年3月7日 赤磐市              | 赤磐市        | 赤磐市                               |
| 旧磐梨郡       | 小野田村       | 小野田村                      | 小野田村            | 昭和28年12月15日 熊山町            | 熊山町                      | 熊山町                              | 平成17年3月7日 赤磐市              | 赤磐市        | 赤磐市                               |
| 旧磐梨郡       | 可真村         | 可真村                        | 可真村              | 昭和28年12月15日 熊山町            | 熊山町                      | 熊山町                              | 平成17年3月7日 赤磐市              | 赤磐市        | 赤磐市                               |
| 旧磐梨郡       | 和気郡 熊山村  | 和気郡 熊山村                 | 和気郡 熊山村       | 昭和28年12月15日 熊山町            | 昭和29年6月1日 万富町に編入 | 昭和30年2月1日 瀬戸町               | 平成19年1月22日 岡山市に編入       | 岡山市        | 平成21年4月1日 政令市移行 岡山市東区 |
| 旧磐梨郡       | 和気郡 熊山村  | 和気郡 熊山村                 | 和気郡 熊山村       | 昭和28年12月15日 万富町に編入      | 万富町                      | 昭和30年2月1日 瀬戸町               | 平成19年1月22日 岡山市に編入       | 岡山市        | 平成21年4月1日 政令市移行 岡山市東区 |
| 旧磐梨郡       | 太田村         | 昭和7年4月1日 万富村          | 昭和26年4月1日 町制 | 万富町                             | 万富町                      | 昭和30年2月1日 瀬戸町               | 平成19年1月22日 岡山市に編入       | 岡山市        | 平成21年4月1日 政令市移行 岡山市東区 |
| 旧磐梨郡       | 吉岡村         | 昭和7年4月1日 万富村          | 昭和26年4月1日 町制 | 万富町                             | 万富町                      | 昭和30年2月1日 瀬戸町               | 平成19年1月22日 岡山市に編入       | 岡山市        | 平成21年4月1日 政令市移行 岡山市東区 |
| 旧磐梨郡       | 物理村         | 大正3年4月1日 町制改称 瀬戸町 | 瀬戸町              | 瀬戸町                             | 瀬戸町                      | 昭和30年2月1日 瀬戸町               | 平成19年1月22日 岡山市に編入       | 岡山市        | 平成21年4月1日 政令市移行 岡山市東区 |
| 旧磐梨郡       | 潟瀬村         | 潟瀬村                        | 潟瀬村              | 潟瀬村                             | 潟瀬村                      | 昭和30年2月1日 瀬戸町               | 平成19年1月22日 岡山市に編入       | 岡山市        | 平成21年4月1日 政令市移行 岡山市東区 |
| 旧磐梨郡       | 上道郡 玉井村  | 上道郡 玉井村                 | 上道郡 玉井村       | 上道郡 玉井村                      | 上道郡 玉井村               | 昭和30年2月1日 瀬戸町               | 平成19年1月22日 岡山市に編入       | 岡山市        | 平成21年4月1日 政令市移行 岡山市東区 |
| 旧磐梨郡       | 佐伯本村       | 昭和17年4月1日 佐伯村         | 佐伯村              | 佐伯村                             | 佐伯村                      | 昭和30年3月31日 和気郡 佐伯町の一部 | 平成18年3月1日 和気郡 和気町の一部 | 和気郡 和気町 | 和気郡 和気町                        |
| 旧磐梨郡       | 佐伯上村       | 昭和17年4月1日 佐伯村         | 佐伯村              | 佐伯村                             | 佐伯村                      | 昭和30年3月31日 和気郡 佐伯町の一部 | 平成18年3月1日 和気郡 和気町の一部 | 和気郡 和気町 | 和気郡 和気町                        |
| 旧磐梨郡       | 石生村         | 石生村                        | 石生村              | 昭和28年4月1日 和気郡 和気町の一部 | 和気郡 和気町               | 和気郡 和気町                       | 平成18年3月1日 和気郡 和気町の一部 | 和気郡 和気町 | 和気郡 和気町                        |

## 行政
歴代郡長
| 代 | 氏名 | 就任年月日               | 退任年月日                | 備考                   |
| -- | ---- | ------------------------ | ------------------------- | ---------------------- |
| 1  |      | 明治33年（1900年）4月1日 |                           |                        |
|    |      |                          | 大正15年（1926年）6月30日 | 郡役所廃止により、廃官 |